# 赫爾伯特·傅利曼
赫伯特·弗里德曼（英語：Herbert Friedman，1916年6月21日—2000年9月9日），美國天文学家，太陽物理學、探空火箭、高層大氣物理學和天文學應用的先驅，他也是一位政治家和大眾科學傳播者。在他一生中，曾被授予英國皇家天文學會的愛丁頓獎章、美國國家科學獎章、美國天文學會的亨利·諾里斯羅素講座、美國地球物理聯盟的威廉·鮑伊獎章、沃爾夫物理學獎、佛蘭克林研究所的阿爾伯特·邁克爾遜獎章（1972年）和其他獎項。他也在1960年被選為美國國家科學院的成員，和在1964年獲選為美國哲學會的會士。

## 生涯
弗里德曼於1916年6月21日出生於美國紐約的布魯克林區，是撒母耳和麗蓓嘉·弗里德曼的三個孩子中的老二（娘家姓塞利格松）。他的父親是從印第安那州的伊凡斯維爾移居到紐約市一位正統派猶太人，最後並成功地在曼哈頓東第九街開設了藝術框架店。弗里德曼的母親出生在東歐。弗里德曼的抱負是作為一位藝術家，在年輕的時候，就以販售他的素描賺取零用錢。他在1932年進入布魯克林學院學習藝術，但卻以取得物理學學位畢業。他受到他的第一位物理學教授，Bernhard Kurrelmeyer博士的影響，幫他獲得約翰·霍普金斯大學的一筆獎學金前往就讀。Bernhard Kurrelmeyer博士的父親William Kurrelmeyer博士，是約翰·霍普金斯大學德語系的系主任。
他對在科學界的服務包括在林登·詹森總統任期內擔任原子能委員會的一般諮詢委員會會員，在尼克森總統任內的總統科學顧問委員會的委員，和美國科學院的太空科學執行議會。

## 逝世
弗里德曼於2000年9月9日因癌症病逝於維吉尼亞州阿靈頓郡自宅，享壽84歲。

## 外部連結
- www.aps-pub.com proceedings
- Herbert Friedman - A Biographical Memoir by Herbert Gursky
- BAAS Obituary, Herbert Friedman